# Liste der denkmalgeschützten Objekte in Ebensee am Traunsee
Die Liste der denkmalgeschützten Objekte in Ebensee am Traunsee enthält die 29 denkmalgeschützten, unbeweglichen Objekte der Marktgemeinde Ebensee am Traunsee im oberösterreichischen Bezirk Gmunden.

## Denkmäler
| Foto  |                 | Denkmal | Standort                                                                        | Beschreibung | Metadaten |
| ----- | --------------- | --- | ------------------------------------------------------------------------------- | --- | --- |
| ja    | Datei hochladen | KZ-Lager Ebensee, Lagertorbogen HERIS-ID: 107725 Objekt-ID: 125085                                           | Finkerleitenstraße 6, in der Nähe Standort KG: Ebensee                          | | BDA-Hist.: Q37810972 Status: § 2a Stand der BDA-Liste: 2025-06-30 Name: KZ-Lager Ebensee, Lagertorbogen GstNr.: 616/681 |
| ja    | Datei hochladen | Stollenanlage Zement B, ehem. Bahntrasse und Löwengang mit Löwenstiege HERIS-ID: 107688 Objekt-ID: 125044    | Finkerleitenstraße 20, in der Nähe Standort KG: Ebensee                         | | BDA-Hist.: Q37810912 Status: § 2a Stand der BDA-Liste: 2025-06-30 Name: Stollenanlage Zement B, ehem. Bahntrasse und Löwengang mit Löwenstiege GstNr.: 616/64, 616/65, 616/66, 616/67, 616/69, 616/70, 616/71                                               |
| ja BW | Datei hochladen | Aufnahmsgebäude Langwies und Nebengebäude HERIS-ID: 83290 Objekt-ID: 97164seit 2021                          | Lahnsteinstraße 13 Standort KG: Ebensee                                         | | BDA-Hist.: Q105668992 Status: Bescheid Stand der BDA-Liste: 2025-06-30 Name: Aufnahmsgebäude Langwies und Nebengebäude GstNr.: .1240, 313/3 Bahnhof Langwies (Austria)                                                                                      |
| ja    | Datei hochladen | Lager 403 HERIS-ID: 107840 Objekt-ID: 125203                                                                 | Offenseestraße 30, 99 Standort KG: Ebensee                                      | Das Lager 403 genannte Objekt wurde Ende des Zweiten Weltkriegs als Unterkunft für die Verlegung von Rüstungsbetrieben in das Konzentrationslager Ebensee errichtet. Dazu kam es jedoch nicht mehr. Nach dem Ende des Krieges wurde eine Zeit lang Überlebende aus dem KZ Ebensee untergebracht, danach diente das Objekt als Unterkunft für Displaced Persons. Danach erfolgte die Umwandlung in Gemeindewohnungen. Anmerkung: Lokalaugenschein: Laut Auskunft eines Bewohners wurde das Haus Offenseestraße 101 im Jahr 2015 eingerissen. | BDA-Hist.: Q37811180 Status: § 2a Stand der BDA-Liste: 2025-06-30 Name: Lager 403 GstNr.: .1155, .1156, .1154 Lager 403, Ebensee |
| ja    | Datei hochladen | Evang. Pfarrkirche A.B., Gnadenkirche HERIS-ID: 101299 Objekt-ID: 117620                                     | Pestalozziplatz 1 Standort KG: Ebensee                                          | → Hauptartikel : Evangelische Pfarrkirche Ebensee f1 | BDA-Hist.: Q19839168 Status: § 2a Stand der BDA-Liste: 2025-06-30 Name: Evang. Pfarrkirche A.B., Gnadenkirche GstNr.: .1242 Evangelische Pfarrkirche Ebensee                                                                                                |
| ja    | Datei hochladen | Hauptschule HERIS-ID: 101301 Objekt-ID: 117623                                                               | Solvaystraße 9 Standort KG: Ebensee                                             | | BDA-Hist.: Q37787410 Status: § 2a Stand der BDA-Liste: 2025-06-30 Name: Hauptschule GstNr.: .976 Hauptschule Solvaygasse, Ebensee |
| ja    | Datei hochladen | Kath. Filialkirche, Bruder Klaus-Kirche HERIS-ID: 110169 Objekt-ID: 127828                                   | Steinkogelstraße 3 Standort KG: Ebensee                                         | Die Kirche wurde nach den Plänen des Gmundner Architekten Helmut Reischer unter Beratung des Kunstprofessor Herbert Muck ab 1967 errichtet und am 19. Jänner 1969 dem Klaus von der Flüe geweiht. Das große Kirchenfenster an der Kirchenrückwand wurde von dem akademischen Maler Rudolf Kolbitsch entworfen. | BDA-Hist.: Q16855644 Status: § 2a Stand der BDA-Liste: 2025-06-30 Name: Kath. Filialkirche, Bruder Klaus-Kirche GstNr.: 618/58 Filialkirche Ebensee-Roith                                                                                                   |
| ja    | Datei hochladen | Kindergarten, Wittmann-Villa HERIS-ID: 99942 Objekt-ID: 116119                                               | Steinkogelstraße 5 Standort KG: Ebensee                                         | | BDA-Hist.: Q37775012 Status: § 2a Stand der BDA-Liste: 2025-06-30 Name: Kindergarten, Wittmann-Villa GstNr.: .613 |
| ja    | Datei hochladen | Villa Schrötter, ehem. Seegasthof Rindbach und Bootshaus HERIS-ID: 101348 Objekt-ID: 117673                  | Strandbadstraße 3 Standort KG: Ebensee                                          | | BDA-Hist.: Q37787583 Status: Bescheid Stand der BDA-Liste: 2025-06-30 Name: Villa Schrötter, ehem. Seegasthof Rindbach und Bootshaus GstNr.: .753, .619 Villa Schrötter, Ebensee                                                                            |
| ja    | Datei hochladen | KZ-Friedhof/Gedenkstätte, 'Lepetit-Denkmal' HERIS-ID: 107730 Objekt-ID: 125090                               | gegenüber Max Zieger-Straße 28 Standort KG: Ebensee                             | Lepetit-Denkmal errichtet 1947 nach Plänen von Karl Winter; Friedhof errichtet 1950 nach Plänen von Hans Foschum. | BDA-Hist.: Q37810991 Status: § 2a Stand der BDA-Liste: 2025-06-30 Name: KZ-Friedhof/Gedenkstätte, 'Lepetit-Denkmal' GstNr.: 616/689, .1311, .1310 |
| ja    | Datei hochladen | Trassenabschnitt Soleleitung von Hallstatt nach Ebensee HERIS-ID: 112909 Objekt-ID: 131134seit 2017          | Standort KG: Langwies                                                           | → Hauptartikel : Soleleitung Hallstatt – Bad Ischl – Ebensee f1 | BDA-Hist.: Q37832584 Status: Bescheid Stand der BDA-Liste: 2025-06-30 Name: Trassenabschnitt Soleleitung von Hallstatt nach Ebensee GstNr.: 151/100, 154/5, 154/16, 154/2, 154/17, .99, 156/11, 156/9, 156/8 Brine pipeline Hallstatt - Bad Ischl - Ebensee |
| ja    | Datei hochladen | Soleleitung, Brücke Aritzbach und anschließende Trassenverbauung HERIS-ID: 112936 Objekt-ID: 131161seit 2017 | Standort KG: Langwies                                                           | → Hauptartikel : Soleleitung Hallstatt – Bad Ischl – Ebensee f1 | BDA-Hist.: Q37832811 Status: Bescheid Stand der BDA-Liste: 2025-06-30 Name: Soleleitung, Brücke Aritzbach und anschließende Trassenverbauung GstNr.: 151/100, 156/8, 156/9 Brine pipeline Hallstatt - Bad Ischl - Ebensee                                   |
| ja    | Datei hochladen | Soleleitung, Brücke Miesenbach und anschließende Stützmauer HERIS-ID: 112937 Objekt-ID: 131162seit 2017      | Standort KG: Langwies                                                           | → Hauptartikel : Soleleitung Hallstatt – Bad Ischl – Ebensee f1 | BDA-Hist.: Q37832820 Status: Bescheid Stand der BDA-Liste: 2025-06-30 Name: Soleleitung, Brücke Miesenbach und anschließende Stützmauer GstNr.: 163/3, 154/5, 154/16 Brine pipeline Hallstatt - Bad Ischl - Ebensee                                         |
| ja    | Datei hochladen | Kapelle HERIS-ID: 101352 Objekt-ID: 117677                                                                   | Glöcklergasse 11, in der Nähe Standort KG: Oberlangbath                         | Die große begehbare Kapelle des klassischen, ortsüblichen Typus steht am Waldweg zum Kalvarienberg. Sie stammt aus dem 18. oder 19. Jahrhundert. Der Grundriss ist quadratisch, die Kapelle hat ein Rundbogenportal und ein Vierplattlerdach; die Vorderkanten sind abgeschrägt und von Pilastern flankiert, im Inneren befindet sich ein Kruzifix. Die bemerkenswerte Kapelle wurde 2008 renoviert. | BDA-Hist.: Q37787593 Status: § 2a Stand der BDA-Liste: 2025-06-30 Name: Kapelle GstNr.: 208/61 |
| ja    | Datei hochladen | Ehem. Amtshaus der Saline/Museum/Heimathaus HERIS-ID: 101232 Objekt-ID: 117547                               | Hauptstraße 29 Standort KG: Oberlangbath                                        | | BDA-Hist.: Q115010492 Status: Bescheid Stand der BDA-Liste: 2025-06-30 Name: Ehem. Amtshaus der Saline/Museum/Heimathaus GstNr.: .8/1 Ehemaliges Amtsgebäude der Saline (Museum Ebensee)                                                                    |
| ja    | Datei hochladen | Stützmauer und Tunnelportal Ebensee HERIS-ID: 113626 Objekt-ID: 131988seit 2021                              | bei Hauptstraße 36 Standort KG: Oberlangbath                                    | Die Strecke der Salzkammergutbahn steigt oberhalb der Salzkammergutstraße von Ebensee Richtung Nordosten an, ehe sie im Tunnel unter dem Sonnstein nach Traunkirchen führt. | BDA-Hist.: Q105672662 Status: Bescheid Stand der BDA-Liste: 2025-06-30 Name: Stützmauer und Tunnelportal Ebensee GstNr.: 182/8 Stützmauer und Tunnelportal Ebensee                                                                                          |
| ja    | Datei hochladen | Kreuzweg, 6 Stationskapellen HERIS-ID: 100587 Objekt-ID: 116837                                              | Kalvarienberggasse 29, in der Nähe Standort siehe Beschreibung KG: Oberlangbath | Anmerkung: Lage der Stationskapellen: 1., 2., 3., 4., 5. und 6. Stationskapelle Ein weiterer Bildstock im Zuge des Kreuzwegs ist nicht geschützt (Lage). | BDA-Hist.: Q37784877 Status: § 2a Stand der BDA-Liste: 2025-06-30 Name: Kreuzweg, 6 Stationskapellen GstNr.: .340, .342, .343, .344, .345, .346 Stations of the Cross in Ebensee                                                                            |
| ja    | Datei hochladen | Kalvarienbergkapelle HERIS-ID: 100586 Objekt-ID: 116836                                                      | Standort KG: Oberlangbath                                                       | Schon 1690 gab es an einer anderen Stelle eine hölzerne Kalvarienbergkapelle. Die jetzige Kirche wurde 1779 eingeweiht. Im Laufe der Jahre kamen zwei Glocken und eine kleine Orgel als Einrichtung dazu. Seit 1827 ist der Kalvarienberg begehbar und es führt ein Gehweg mit 300 Stufen zur Kirche. | BDA-Hist.: Q37784868 Status: § 2a Stand der BDA-Liste: 2025-06-30 Name: Kalvarienbergkapelle GstNr.: .196 Stations of the Cross in Ebensee |
| ja    | Datei hochladen | Kath. Pfarrkirche hl. Josef HERIS-ID: 52080 Objekt-ID: 58192                                                 | neben Kirchengasse 5 Standort KG: Oberlangbath                                  | Die Pfarrkirche hl. Josef ist urkundlich erstmals um 1450 erwähnt und wurde 1727–1729 von Johann Michael Prunner aus Linz neu erbaut. 1911 erfolgte eine Erweiterung, von der barocken Kirche blieb nur der Chor erhalten. Die Freskoausmalung stammt von Karl Reisenbichler. Der Hochaltar wird auf 1744 datiert, die Kanzel auf das Jahr 1730. | BDA-Hist.: Q16102020 Status: § 2a Stand der BDA-Liste: 2025-06-30 Name: Kath. Pfarrkirche hl. Josef GstNr.: .67/1 Pfarrkirche hl. Josef, Ebensee |
| ja    | Datei hochladen | Alte Schule, Widerstandsmuseum HERIS-ID: 44243 Objekt-ID: 45001                                              | Kirchengasse 5 Standort KG: Oberlangbath                                        | → Hauptartikel : Zeitgeschichte Museum Ebensee f1 | BDA-Hist.: Q186039 Status: Bescheid Stand der BDA-Liste: 2025-06-30 Name: Alte Schule, Widerstandsmuseum GstNr.: .65 |
| ja    | Datei hochladen | Ehem. Knaben-Volksschule / Schule 1 HERIS-ID: 101227 Objekt-ID: 117542                                       | Kirchengasse 10 Standort KG: Oberlangbath                                       | | BDA-Hist.: Q37787199 Status: § 2a Stand der BDA-Liste: 2025-06-30 Name: Ehem. Knaben-Volksschule / Schule 1 GstNr.: .379 Volksschule 1, Ebensee |
| ja    | Datei hochladen | Ehem. Kaiserliches Jagdschloss HERIS-ID: 112560 Objekt-ID: 130767seit 2016                                   | Langbathsee 2 Standort KG: Oberlangbath                                         | | BDA-Hist.: Q37831659 Status: Bescheid Stand der BDA-Liste: 2025-06-30 Name: Ehem. Kaiserliches Jagdschloss GstNr.: .323 Ehemaliges kaiserliches Jagdschloss Langbathsee, Ebensee                                                                            |
| ja    | Datei hochladen | Ehem. Salinenverwaltungsgebäude, Wohnhaus der Gemeinde Ebensee HERIS-ID: 101118 Objekt-ID: 117429            | Langbathstraße 39 Standort KG: Oberlangbath                                     | | BDA-Hist.: Q37786551 Status: § 2a Stand der BDA-Liste: 2025-06-30 Name: Ehem. Salinenverwaltungsgebäude, Wohnhaus der Gemeinde Ebensee GstNr.: .363 |
| ja    | Datei hochladen | Fachschule für wirtschaftliche Berufe, ehem. St. Josephs Haus HERIS-ID: 101135 Objekt-ID: 117447             | Langbathstraße 44 Standort KG: Oberlangbath                                     | | BDA-Hist.: Q37786645 Status: § 2a Stand der BDA-Liste: 2025-06-30 Name: Fachschule für wirtschaftliche Berufe, ehem. St. Josephs Haus GstNr.: .395 St. Josef's Haus, Ebensee                                                                                |
| ja    | Datei hochladen | Bergfriedhof HERIS-ID: 100996 Objekt-ID: 117279                                                              | bei Langbathstraße 48 Standort KG: Oberlangbath                                 | | BDA-Hist.: Q37786382 Status: § 2a Stand der BDA-Liste: 2025-06-30 Name: Bergfriedhof GstNr.: 140, .608 Bergfriedhof Ebensee |
| ja    | Datei hochladen | Pfarrhof HERIS-ID: 100588 Objekt-ID: 116838                                                                  | Marktgasse 15 Standort KG: Oberlangbath                                         | | BDA-Hist.: Q37784887 Status: § 2a Stand der BDA-Liste: 2025-06-30 Name: Pfarrhof GstNr.: .254 |
| ja    | Datei hochladen | Bürgerhaus, ehem. Benefiziatenhaus HERIS-ID: 101028 Objekt-ID: 117315                                        | Postgasse 2 Standort KG: Oberlangbath                                           | | BDA-Hist.: Q37786430 Status: § 2a Stand der BDA-Liste: 2025-06-30 Name: Bürgerhaus, ehem. Benefiziatenhaus GstNr.: .45 |
| ja    | Datei hochladen | Feuerkogelseilbahn, ehem. Stütze Nr. 3 HERIS-ID: 44861 Objekt-ID: 45744                                      | Standort KG: Oberlangbath                                                       | Die Seilbahn auf den Feuerkogel in Ebensee wurde am 26. Juni 1927 eröffnet. Die ehemalige Stütze Nr. 3 stammt noch aus dieser Zeit. Bei der Erneuerung der Seilbahn im Jahre 1985 wurde sie außer Betrieb genommen und durch eine Stahlkonstruktion ersetzt. | BDA-Hist.: Q38011388 Status: Bescheid Stand der BDA-Liste: 2025-06-30 Name: Feuerkogelseilbahn, ehem. Stütze Nr.3 GstNr.: 208/31 Feuerkogelseilbahn ehemalige Stütze 3, Ebensee                                                                             |
| ja    | Datei hochladen | Trassenabschnitt Soleleitung von Hallstatt nach Ebensee HERIS-ID: 112910 Objekt-ID: 131135seit 2017          | Standort KG: Oberlangbath                                                       | → Hauptartikel : Soleleitung Hallstatt – Bad Ischl – Ebensee f1 | BDA-Hist.: Q37832593 Status: Bescheid Stand der BDA-Liste: 2025-06-30 Name: Trassenabschnitt Soleleitung von Hallstatt nach Ebensee GstNr.: 242/2 Brine pipeline Hallstatt - Bad Ischl - Ebensee                                                            |